# Championnat du monde féminin de hockey sur glace 2016
Navigation
Championnat du monde 2015 Championnat du monde 2017
Le Championnat du monde féminin de hockey sur glace 2016 est la dix-huitième édition de cette compétition organisée par la Fédération internationale de hockey sur glace (IIHF). Elle a lieu du 28 mars au 4 avril 2016 à Kamloops, dans la province canadienne de Colombie-Britannique.
Les cinq divisions inférieures sont disputées indépendamment du groupe Élite.
La compétition sert en outre de qualifications pour l'édition suivante et permettra également de finaliser le tirage pour les qualifications aux Jeux olympiques de 2018.

## Format de la compétition
Le Championnat du monde féminin de hockey sur glace est un ensemble de plusieurs tournois regroupant les nations en fonction de leur niveau. Les meilleures équipes disputent le titre dans la Division Élite.

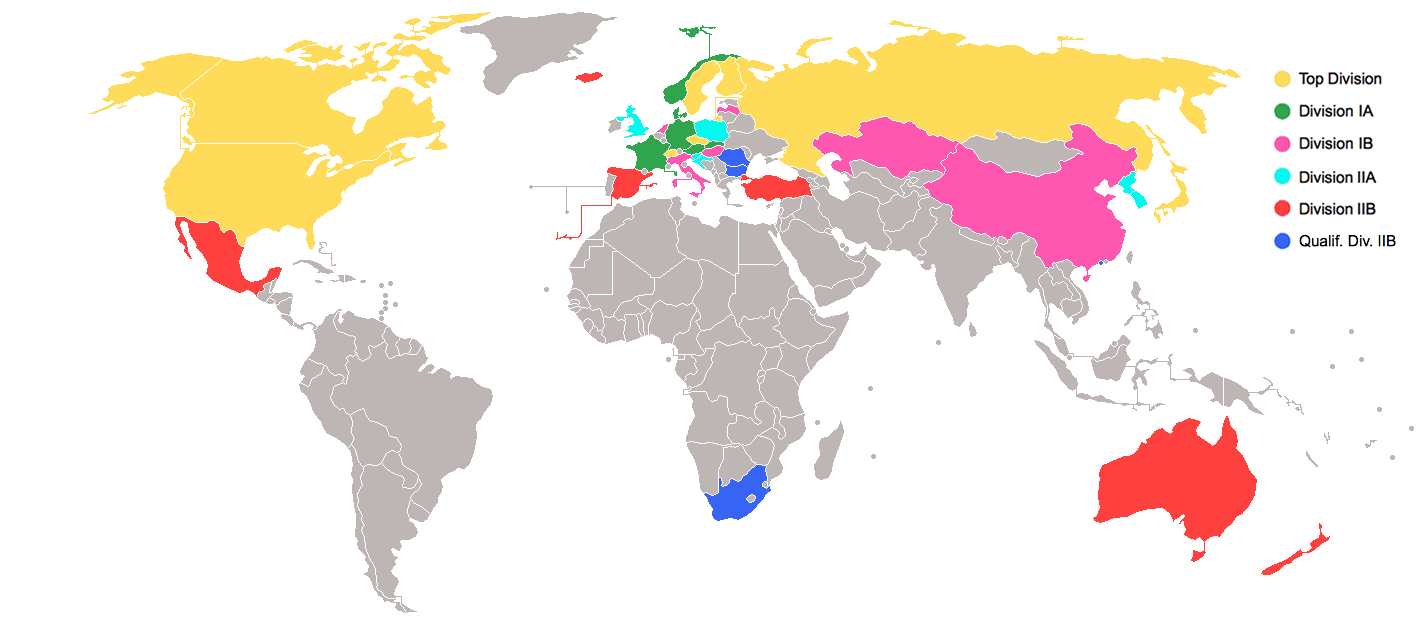
Pays participant au Championnat du monde féminin de hockey sur glace 2016.

Les 8 équipes de la Division Élite sont réparties en deux groupes de 4 : les mieux classées dans le groupe A et les autres dans le groupe B. Chaque groupe est disputé sous la forme d'un championnat à matches simples. Les 2 premiers du groupe A sont qualifiés d'office pour les demi-finales. Les 2 derniers du groupe A et les 2 premiers du groupe B s'affrontent lors de quarts de finale croisés. Les 2 derniers du groupe B participent au tour de relégation qui détermine l'équipe qui sera reléguée en Division I A lors de l'édition de 2017.
Pour les autres divisions qui comptent 6 équipes (sauf le groupe de Qualification pour la Division II B qui en compte 4), les équipes s’affrontent entre elles et, à l'issue de cette compétition, le premier est promu dans la division supérieure et le dernier est relégué dans la division inférieure.
Lors des phases de poule, les points sont attribués ainsi :
- 3 points pour une victoire dans le temps réglementaire ;
- 2 points pour une victoire en prolongation ou aux tirs de fusillade ;
- 1 point pour une défaite en prolongation ou aux tirs de fusillade ;
- 0 point pour une défaite dans le temps réglementaire.

## Division Élite

### Équipes
Légende : T : Tenant du titre   -   H : Pays hôte    -    P : promu de la Division IA

| \| Localisation de Kamloops à l'ouest du Canada. \| Localisation de Kamloops à l'ouest du Canada. |
| Localisation de Kamloops à l'ouest du Canada.                                                     |

| Groupe A - Canada H - États-Unis T - Finlande - Russie | Groupe B - Japon - Tchéquie P - Suède - Suisse |

### Tour préliminaire

#### Groupe A

##### Matches
| 28 mars 2016 | Russie | 3-5 (0-1, 2-1, 1-3) | Finlande | Sandman Centre, Kamloops 1 107 spectateurs |

| Feuille de match | Feuille de match                                                                                            | Feuille de match                | Feuille de match | Feuille de match                                                                                            |
| ---------------- | --- | ------------------------------- | --- | --- |
|                  | - Gavrilova — 31 min 44 s - Chibanova (Vafina, Pirogova) — 35 min 43 s (SN) - Gavrilova — 47 min 5 s (SN) - | 0-1 1-1 1-2 2-2 2-3 3-3 3-4 3-5 | Niskanen (Saari) — 18 min 42 s - Hiirikoski (Lindstedt, Välilä) — 34 min 12 s (SN) - Niskanen (Jalosuo) — 43 min 31 s (SN) - Savolainen (Niskanen) — 48 min 7 s Tulus (Saari, Jalosuo) — 50 min 35 s | Arbitrage : Gabrielle Ariano-Lortie Nicole Hertrich Juges de lignes : Michaela Frattarelli Charlotte Girard |
| Nadejda Morozova | Gardiens | Meeri Räisänen                  | | Arbitrage : Gabrielle Ariano-Lortie Nicole Hertrich Juges de lignes : Michaela Frattarelli Charlotte Girard |
| 8 min            | Pénalités                                                                                                   | 8 min                           | | Arbitrage : Gabrielle Ariano-Lortie Nicole Hertrich Juges de lignes : Michaela Frattarelli Charlotte Girard |
| 25               | Tirs | 28                              | | Arbitrage : Gabrielle Ariano-Lortie Nicole Hertrich Juges de lignes : Michaela Frattarelli Charlotte Girard |

| 28 mars 2016 | États-Unis | 3-1 (0-0, 0-0, 3-1) | Canada | Sandman Centre, Kamloops 5 580 spectateurs |

| Feuille de match | Feuille de match | Feuille de match    | Feuille de match                               | Feuille de match                                                                       |
| ---------------- | --- | ------------------- | ---------------------------------------------- | -------------------------------------------------------------------------------------- |
|                  | - Knight (M. Lamoureux, J. Lamoureux) — 49 min 58 s Decker (M. Lamoureux) — 53 min 55 s (SN) Knight (Decker) — 59 min 40 s (CV) | 0-1 1-1 2-1 3-1     | Fortino (Spooner, Poulin) — 40 min 14 s (SN) - | Arbitrage : Gabriella Gran Aina Hove Juges de lignes : Ilona Novotná Johanna Taurianen |
| Alex Rigsby      | Gardiens | Emerance Maschmeyer |                                                | Arbitrage : Gabriella Gran Aina Hove Juges de lignes : Ilona Novotná Johanna Taurianen |
| 6 min            | Pénalités | 12 min              |                                                | Arbitrage : Gabriella Gran Aina Hove Juges de lignes : Ilona Novotná Johanna Taurianen |
| 38               | Tirs | 23                  |                                                | Arbitrage : Gabriella Gran Aina Hove Juges de lignes : Ilona Novotná Johanna Taurianen |

| 29 mars 2016 | Finlande | 1-2 (1-1, 0-1, 0-0) | États-Unis | Sandman Centre, Kamloops 1 149 spectateurs |

| Feuille de match | Feuille de match                         | Feuille de match | Feuille de match                                                                    | Feuille de match                                                                                    |
| ---------------- | ---------------------------------------- | ---------------- | ----------------------------------------------------------------------------------- | --------------------------------------------------------------------------------------------------- |
|                  | Karvinen (Välilä, Jalosuo) — 5 min 3 s - | 1-0 1-1 1-2      | - Knight (Stecklein) — 19 min 2 s J. Lamoureux (Darkangelo, Pankowski) — 35 min 9 s | Arbitrage : Mélanie Bordeleau Miyuki Nakayama Juges de lignes : Veronica Johansson Vanessa Stratton |
| Meeri Räisänen   | Gardiens                                 | Jessie Vetter    |                                                                                     | Arbitrage : Mélanie Bordeleau Miyuki Nakayama Juges de lignes : Veronica Johansson Vanessa Stratton |
| 10 min           | Pénalités                                | 2 min            |                                                                                     | Arbitrage : Mélanie Bordeleau Miyuki Nakayama Juges de lignes : Veronica Johansson Vanessa Stratton |
| 7                | Tirs                                     | 51               |                                                                                     | Arbitrage : Mélanie Bordeleau Miyuki Nakayama Juges de lignes : Veronica Johansson Vanessa Stratton |

| 29 mars 2016 | Canada | 8-1 (0-1, 6-0, 2-0) | Russie | Sandman Centre, Kamloops 4 453 spectateurs |

| Feuille de match | Feuille de match | Feuille de match                                         | Feuille de match                                | Feuille de match                                                                         |
| ---------------- | --- | -------------------------------------------------------- | ----------------------------------------------- | ---------------------------------------------------------------------------------------- |
|                  | - Johnston (Jenner, Rougeau) — 20 min 40 s (IN) Krzyzaniak (Jenner, Johnston) — 23 min 7 s Wakefield (Johnston) — 23 min 42 s Mikkelson (Saulnier, Wickenheiser) — 24 min 42 s Mikkelson (Watchorn, Johnston) — 25 min 20 s (2 SN) Krzyzaniak (Wakefiled, Jenner) — 37 min 5 s (SN) Poulin (Jenner) — 53 min 19 s (IN) Clark (Saulnier, Turnbull) — 57 min 52 s | 0-1 1-1 2-1 3-1 4-1 5-1 6-1 7-1 8-1                      | Gavrilova (Vafina, Smolentseva) — 13 min 29 s - | Arbitrage : Nicole Hertrich Jamie Huntley Juges de lignes : Bettina Angerer Nataša Pagon |
| Charline Labonté | Gardiens | Anna Prougova (23 min 42 s) Maria Sorokina (36 min 18 s) |                                                 | Arbitrage : Nicole Hertrich Jamie Huntley Juges de lignes : Bettina Angerer Nataša Pagon |
| 16 min           | Pénalités | 10 min                                                   |                                                 | Arbitrage : Nicole Hertrich Jamie Huntley Juges de lignes : Bettina Angerer Nataša Pagon |
| 33               | Tirs | 14                                                       |                                                 | Arbitrage : Nicole Hertrich Jamie Huntley Juges de lignes : Bettina Angerer Nataša Pagon |

| 31 mars 2016 | États-Unis | 8-0 (3-0, 0-0, 5-0) | Russie | Sandman Centre, Kamloops 1 323 spectateurs |

| Feuille de match | Feuille de match | Feuille de match                                           | Feuille de match | Feuille de match                                                                    |
| ---------------- | --- | ---------------------------------------------------------- | ---------------- | ----------------------------------------------------------------------------------- |
|                  | Coyne (Pankowski) — 5 min 7 s M. Lamoureux (Darkangelo, Skarupa) — 6 min 29 s Keller (Skarupa, Carpenter) — 14 min 19 s M. Lamoureux (Decker) — 44 min 54 s (SN) Darkangelo (J. Lamoureux) — 46 min 19 s Knight (Coyne) — 49 min 10 s Knight (Coyne, Decker) — 56 min 17 s (2 SN) Pankowski (J. Lamoureux) — 57 min 14 s (SN) | 1-0 2-0 3-0 4-0 5-0 6-0 7-0 8-0                            | -                | Arbitrage : Anna Eskola Aina Hove Juges de lignes : Bettina Angerer Jenni Heikkinen |
| Nicole Hensley   | Gardiens | Maria Sorokina (6 min 29 s) Nadejda Morozova (53 min 31 s) |                  | Arbitrage : Anna Eskola Aina Hove Juges de lignes : Bettina Angerer Jenni Heikkinen |
| 4 min            | Pénalités | 14 min                                                     |                  | Arbitrage : Anna Eskola Aina Hove Juges de lignes : Bettina Angerer Jenni Heikkinen |
| 39               | Tirs | 16                                                         |                  | Arbitrage : Anna Eskola Aina Hove Juges de lignes : Bettina Angerer Jenni Heikkinen |

| 31 mars 2016 | Canada | 6-1 (1-0, 4-1, 1-0) | Finlande | Sandman Centre, Kamloops 4 234 spectateurs |

| Feuille de match    | Feuille de match | Feuille de match                              | Feuille de match                         | Feuille de match                                                                                    |
| ------------------- | --- | --------------------------------------------- | ---------------------------------------- | --------------------------------------------------------------------------------------------------- |
|                     | Poulin (Agosta, Spooner) — 1 min 4 s Johnston (Fortino, Wakefield) — 28 min 4 s (SN) - Jenner (Wakefiled, Johnston) — 33 min 35 s Saulnier (Turnbull) — 34 min 33 s Wakefield — 36 min 6 s Wakefield (Johnston, Watchorn) — 58 min 18 s (SN) | 1-0 2-0 2-1 3-1 4-1 5-1 6-1                   | - Nieminen (Välilä) — 28 min 22 s (SN) - | Arbitrage : Drahomira Fialova Jerilyn Glenn Juges de lignes : Michaela Frattarelli Charlotte Girard |
| Emerence Maschmeyer | Gardiens | Meeri Räisänen (40 min) Anni Keisala (20 min) |                                          | Arbitrage : Drahomira Fialova Jerilyn Glenn Juges de lignes : Michaela Frattarelli Charlotte Girard |
| 10 min              | Pénalités | 12 min                                        |                                          | Arbitrage : Drahomira Fialova Jerilyn Glenn Juges de lignes : Michaela Frattarelli Charlotte Girard |
| 41                  | Tirs | 19                                            |                                          | Arbitrage : Drahomira Fialova Jerilyn Glenn Juges de lignes : Michaela Frattarelli Charlotte Girard |

##### Classement
| Clt   | Équipe     | PJ | V | VP | D | DP | BP | BC | Diff | Pts |
| ----- | ---------- | -- | - | -- | - | -- | -- | -- | ---- | --- |
| +001, | États-Unis | 3  | 3 | 0  | 0 | 0  | 13 | 2  | +9   | 9   |
| +002, | Canada     | 3  | 2 | 0  | 1 | 0  | 15 | 5  | +10  | 6   |
| +003, | Finlande   | 3  | 1 | 0  | 2 | 0  | 7  | 11 | -4   | 3   |
| +004, | Russie     | 3  | 0 | 0  | 3 | 0  | 4  | 21 | -17  | 0   |

- Qualifié pour les demi-finales
- Qualifié pour les quarts de finale

Pour les significations des abréviations, voir statistiques du hockey sur glace.

#### Groupe B

##### Matches
| 28 mars 2016 | Suisse | 4-2 (1-1, 1-0, 2-1) | Japon | McArthur Island Centre, Kamloops 1 000 spectateurs |

| Feuille de match   | Feuille de match | Feuille de match        | Feuille de match                                                                     | Feuille de match                                                                           |
| ------------------ | --- | ----------------------- | ------------------------------------------------------------------------------------ | ------------------------------------------------------------------------------------------ |
|                    | Hüni (Stalder, Müller) — 7 min 33 s (SN) - Stalder (Bullo, Hüni) — 31 min 50 s (2 SN) Stanz (Hüni) — 41 min 10 s Hüni (Altmann, Bullo) — 47 min 4 s - | 1-0 1-1 2-1 3-1 4-1 4-2 | - Osawa (Takeda, Adachi) — 18 min 22 s - Hirano (Yoneyama, Osawa) — 49 min 47 s (SN) | Arbitrage : Mélanie Bordeleau Jamie Huntley Juges de lignes : Bettina Angerer Nataša Pagon |
| Florence Schelling | Gardiens | Nana Fujimoto           |                                                                                      | Arbitrage : Mélanie Bordeleau Jamie Huntley Juges de lignes : Bettina Angerer Nataša Pagon |
| 8 min              | Pénalités | 10 min                  |                                                                                      | Arbitrage : Mélanie Bordeleau Jamie Huntley Juges de lignes : Bettina Angerer Nataša Pagon |
| 32                 | Tirs | 28                      |                                                                                      | Arbitrage : Mélanie Bordeleau Jamie Huntley Juges de lignes : Bettina Angerer Nataša Pagon |

| 28 mars 2016 | Suède | 3-2 (0-0, 1-1, 2-1) | République tchèque | McArthur Island Centre, Kamloops 613 spectateurs |

| Feuille de match | Feuille de match                                                                                            | Feuille de match    | Feuille de match                                                                  | Feuille de match                                                                           |
| ---------------- | --- | ------------------- | --------------------------------------------------------------------------------- | ------------------------------------------------------------------------------------------ |
|                  | - Küller (Rask) — 37 min 36 s (IN) Olsson (Eliasson, Johansson) — 41 min 22 s (SN) - Carlsson — 59 min 52 s | 0-1 1-1 2-1 2-2 3-2 | Herzigova (Křížová, Hymlarova) — 29 min 14 s - Ledlova (Vanisova) — 47 min 58 s - | Arbitrage : Anna Eskola Miyuki Nakayama Juges de lignes : Jenni Heikkinen Vanessa Stratton |
| Sara Grahn       | Gardiens | Klára Peslarová     |                                                                                   | Arbitrage : Anna Eskola Miyuki Nakayama Juges de lignes : Jenni Heikkinen Vanessa Stratton |
| 8 min            | Pénalités                                                                                                   | 6 min               |                                                                                   | Arbitrage : Anna Eskola Miyuki Nakayama Juges de lignes : Jenni Heikkinen Vanessa Stratton |
| 31               | Tirs | 18                  |                                                                                   | Arbitrage : Anna Eskola Miyuki Nakayama Juges de lignes : Jenni Heikkinen Vanessa Stratton |

| 29 mars 2016 | Suisse | 1-3 (0-0, 1-2, 0-1) | République tchèque | McArthur Island Centre, Kamloops 570 spectateurs |

| Feuille de match   | Feuille de match                            | Feuille de match | Feuille de match | Feuille de match                                                                                     |
| ------------------ | ------------------------------------------- | ---------------- | --- | --- |
|                    | - Müller (Hüni, Rüegg) — 27 min 50 s (SN) - | 0-1 0-2 1-2 1-3  | Vanisova (Horalkova) — 21 min 53 s (SN) Vanisova — 23 min 11 s - Kolowratova (Polenska, Horalkova) — 54 min 25 s (SN) | Arbitrage : Gabrielle Ariano-Lortie Jerilyn Glenn Juges de lignes : Charlotte Girard Jenni Heikkinen |
| Florence Schelling | Gardiens                                    | Klára Peslarová  | | Arbitrage : Gabrielle Ariano-Lortie Jerilyn Glenn Juges de lignes : Charlotte Girard Jenni Heikkinen |
| 18 min             | Pénalités                                   | 12 min           | | Arbitrage : Gabrielle Ariano-Lortie Jerilyn Glenn Juges de lignes : Charlotte Girard Jenni Heikkinen |
| 23                 | Tirs                                        | 17               | | Arbitrage : Gabrielle Ariano-Lortie Jerilyn Glenn Juges de lignes : Charlotte Girard Jenni Heikkinen |

| 29 mars 2016 | Japon | 0-2 (0-0, 0-0, 0-2) | Suède | McArthur Island Centre, Kamloops 612 spectateurs |

| Feuille de match | Feuille de match | Feuille de match | Feuille de match                                              | Feuille de match                                                                             |
| ---------------- | ---------------- | ---------------- | ------------------------------------------------------------- | -------------------------------------------------------------------------------------------- |
|                  | -                | 0-1 0-2          | Winberg — 40 min 59 s Eliasson (Johansson) — 45 min 33 s (SN) | Arbitrage : Drahomira Fialova Aina Hove Juges de lignes : Michaela Frattarelli Ilona Novotná |
| Nana Fujimoto    | Gardiens         | Sara Grahn       |                                                               | Arbitrage : Drahomira Fialova Aina Hove Juges de lignes : Michaela Frattarelli Ilona Novotná |
| 6 min            | Pénalités        | 10 min           |                                                               | Arbitrage : Drahomira Fialova Aina Hove Juges de lignes : Michaela Frattarelli Ilona Novotná |
| 16               | Tirs             | 35               |                                                               | Arbitrage : Drahomira Fialova Aina Hove Juges de lignes : Michaela Frattarelli Ilona Novotná |

| 31 mars 2016 | République tchèque | 3-2 (TB) (0-1, 1-0, 1-1, 0-0, 1-0) | Japon | McArthur Island Centre, Kamloops 782 spectateurs |

| Feuille de match | Feuille de match                                                                               | Feuille de match    | Feuille de match                                                               | Feuille de match                                                                                   |
| ---------------- | ---------------------------------------------------------------------------------------------- | ------------------- | ------------------------------------------------------------------------------ | -------------------------------------------------------------------------------------------------- |
|                  | - Polenska — 39 min 19 s Tejralova (Polenska, Křížová) — 47 min 48 s - Hymlarova — 65 min (TB) | 0-1 1-1 2-1 2-2 3-2 | Osawa (Shishiuchi, Yoneyama) — 4 min 55 s (SN) - Hori (Adachi) — 49 min 57 s - | Arbitrage : Gabriella Gran Nicole Hertrich Juges de lignes : Veronica Johansson Johanna Tauriainen |
| Klára Peslarová  | Gardiens                                                                                       | Nana Fujimoto       |                                                                                | Arbitrage : Gabriella Gran Nicole Hertrich Juges de lignes : Veronica Johansson Johanna Tauriainen |
| 8 min            | Pénalités                                                                                      | 12 min              |                                                                                | Arbitrage : Gabriella Gran Nicole Hertrich Juges de lignes : Veronica Johansson Johanna Tauriainen |
| 33               | Tirs                                                                                           | 28                  |                                                                                | Arbitrage : Gabriella Gran Nicole Hertrich Juges de lignes : Veronica Johansson Johanna Tauriainen |

| 31 mars 2016 | Suède | 2-1 (TB) (0-1, 1-0, 0-0, 0-0, 1-0) | Suisse | McArthur Island Centre, Kamloops 874 spectateurs |

| Feuille de match | Feuille de match                                                           | Feuille de match   | Feuille de match               | Feuille de match                                                                              |
| ---------------- | -------------------------------------------------------------------------- | ------------------ | ------------------------------ | --------------------------------------------------------------------------------------------- |
|                  | - Johansson (Eliasson, Winberg) — 39 min 34 s (SN) Borgqvist — 65 min (TB) | 0-1 1-1 2-1        | Raselli (Stanz) — 4 min 21 s - | Arbitrage : Mélanie Bordeleau Miyuki Nakayama Juges de lignes : Nataša Pagon Vanessa Stratton |
| Sara Grahn       | Gardiens                                                                   | Florence Schelling |                                | Arbitrage : Mélanie Bordeleau Miyuki Nakayama Juges de lignes : Nataša Pagon Vanessa Stratton |
| 6 min            | Pénalités                                                                  | 16 min             |                                | Arbitrage : Mélanie Bordeleau Miyuki Nakayama Juges de lignes : Nataša Pagon Vanessa Stratton |
| 39               | Tirs                                                                       | 22                 |                                | Arbitrage : Mélanie Bordeleau Miyuki Nakayama Juges de lignes : Nataša Pagon Vanessa Stratton |

##### Classement
| Clt   | Équipe   | PJ | V | VP | D | DP | BP | BC | Diff | Pts |
| ----- | -------- | -- | - | -- | - | -- | -- | -- | ---- | --- |
| +001, | Suède    | 3  | 2 | 1  | 0 | 0  | 7  | 3  | +4   | 8   |
| +002, | Tchéquie | 3  | 1 | 1  | 1 | 0  | 8  | 6  | +2   | 5   |
| +003, | Suisse   | 3  | 1 | 0  | 1 | 1  | 6  | 7  | -1   | 4   |
| +004, | Japon    | 3  | 0 | 0  | 2 | 1  | 4  | 9  | -5   | 1   |

- Qualifié pour les quarts de finale
- Joue le tour de relégation

Pour les significations des abréviations, voir statistiques du hockey sur glace.

### Tour de relégation
Le tour se joue au meilleur des 3 matches : la 1re équipe qui gagne 2 fois reste en Division Élite. Le perdant est relégué en Division I A.
| 1er avril 2016 | Suisse | 3-1 (2-1, 1-0, 0-0) | Japon | McArthur Island Centre, Kamloops 522 spectateurs |

| Feuille de match   | Feuille de match                                                                                                   | Feuille de match | Feuille de match                       | Feuille de match                                                                                           |
| ------------------ | --- | ---------------- | -------------------------------------- | --- |
|                    | - Stiefel (Stanz, Benz) — 6 min 59 s (SN) Hüni (Stalder, Altmann) — 18 min 40 s Stalder (Rüegg) — 22 min 36 s (SN) | 0-1 1-1 2-1 3-1  | Adachi (Hirano, Suzuki) — 1 min 49 s - | Arbitrage : Gabrielle Ariano-Lortie Gabriella Gran Juges de lignes : Veronica Johansson Johanna Tauriainen |
| Florence Schelling | Gardiens | Nana Fujimoto    |                                        | Arbitrage : Gabrielle Ariano-Lortie Gabriella Gran Juges de lignes : Veronica Johansson Johanna Tauriainen |
| 10 min             | Pénalités | 12 min           |                                        | Arbitrage : Gabrielle Ariano-Lortie Gabriella Gran Juges de lignes : Veronica Johansson Johanna Tauriainen |
| 27                 | Tirs | 15               |                                        | Arbitrage : Gabrielle Ariano-Lortie Gabriella Gran Juges de lignes : Veronica Johansson Johanna Tauriainen |

| 3 avril 2016 | Japon | 0-4 (0-1, 0-2, 0-1) | Suisse | McArthur Island Centre, Kamloops 791 spectateurs |

| Feuille de match | Feuille de match | Feuille de match   | Feuille de match | Feuille de match                                                                                      |
| ---------------- | ---------------- | ------------------ | --- | --- |
|                  | -                | 0-1 0-2 0-3 0-4    | Raselli (Rüegg, Stalder) — 8 min 50 s (SN) Stiefel (Hüni, Stalder) — 31 min 16 s Stalder (Waidacher, Hüni) — 32 min 30 s Hüni (Stalder) — 59 min 22 s (CV) | Arbitrage : Gabrielle Ariano-Lortie Mélanie Bordeleau Juges de lignes : Jenni Heikkinen Ilona Novotná |
| Akane Konishi    | Gardiens         | Florence Schelling | | Arbitrage : Gabrielle Ariano-Lortie Mélanie Bordeleau Juges de lignes : Jenni Heikkinen Ilona Novotná |
| 6 min            | Pénalités        | 6 min              | | Arbitrage : Gabrielle Ariano-Lortie Mélanie Bordeleau Juges de lignes : Jenni Heikkinen Ilona Novotná |
| 20               | Tirs             | 23                 | | Arbitrage : Gabrielle Ariano-Lortie Mélanie Bordeleau Juges de lignes : Jenni Heikkinen Ilona Novotná |

### Phase finale

#### Tableau
|  | Quarts de finale          | Quarts de finale          |                         |                         | Demi-finales            | Demi-finales            |  |  | Finale                  | Finale                  |
|  | Quarts de finale          | Quarts de finale          |                         |                         | Demi-finales            | Demi-finales            |  |  | Finale                  | Finale                  |
|  |                           |                           |                         |                         |                         |                         |  |  |                         |                         |
|  | 1er avril, Sandman Centre | 1er avril, Sandman Centre |                         |                         | 3 avril, Sandman Centre | 3 avril, Sandman Centre |  |  | 4 avril, Sandman Centre | 4 avril, Sandman Centre |
|  | 1er avril, Sandman Centre | 1er avril, Sandman Centre |                         |                         | 3 avril, Sandman Centre | 3 avril, Sandman Centre |  |  | 4 avril, Sandman Centre | 4 avril, Sandman Centre |
|  | 1er avril, Sandman Centre | 1er avril, Sandman Centre | États-Unis              | 9                       |                         |                         |  |  | 4 avril, Sandman Centre | 4 avril, Sandman Centre |
|  | Russie                    | 4                         | États-Unis              | 9                       |                         |                         |  |  | 4 avril, Sandman Centre | 4 avril, Sandman Centre |
|  | Russie                    | 4                         | Russie                  | 0                       |                         |                         |  |  | 4 avril, Sandman Centre | 4 avril, Sandman Centre |
|  | Suède                     | 1                         | Russie                  | 0                       |                         |                         |  |  | 4 avril, Sandman Centre | 4 avril, Sandman Centre |
|  | Suède                     | 1                         | 3 avril, Sandman Centre | 3 avril, Sandman Centre | États-Unis              | 1P                      |  |  |                         |                         |
|  | 1er avril, Sandman Centre |                           | 3 avril, Sandman Centre | 3 avril, Sandman Centre | États-Unis              | 1P                      |  |  |                         |                         |
|  |                           | Canada                    | 3 avril, Sandman Centre | 3 avril, Sandman Centre | 0                       |                         |  |  |                         |                         |
|  | Finlande                  | Canada                    | 3 avril, Sandman Centre | 3 avril, Sandman Centre | 0                       | 5                       |  |  |                         |                         |
|  | Finlande                  | Finlande                  | 3                       |                         |                         | 5                       |  |  |                         |                         |
|  | Tchéquie                  | Finlande                  | 3                       | 0                       |                         |                         |  |  |                         |                         |
|  | Tchéquie                  | Canada                    | 5                       | 0                       |                         |                         |  |  |                         |                         |
|  |                           | Canada                    | 5                       | Match pour la 3e place  |                         |                         |  |  |                         |                         |
|  | Match pour la 5e place    |                           |                         |                         |                         |                         |  |  |                         |                         |
|  | 3 avril, McArthur Centre  | 3 avril, McArthur Centre  | 4 avril, Sandman Centre | 4 avril, Sandman Centre |                         |                         |  |  |                         |                         |
|  | 3 avril, McArthur Centre  | 3 avril, McArthur Centre  | 4 avril, Sandman Centre | 4 avril, Sandman Centre |                         |                         |  |  |                         |                         |
|  | République tchèque        | 2                         | Finlande                | 0                       |                         |                         |  |  |                         |                         |
|  | République tchèque        | 2                         | Finlande                | 0                       |                         |                         |  |  |                         |                         |
|  | Suède                     | 4                         | Russie                  | 1F                      |                         |                         |  |  |                         |                         |
|  | Suède                     | 4                         | Russie                  | 1F                      |                         |                         |  |  |                         |                         |

Nota : P : Prolongation    -    F : Tirs de fusillade

#### Quarts de finale
| 1er avril 2016 | Russie | 4-1 (2-1, 1-0, 1-0) | Suède | Sandman Centre, Kamloops 1 126 spectateurs |

| Feuille de match | Feuille de match | Feuille de match    | Feuille de match                          | Feuille de match                                                                   |
| ---------------- | --- | ------------------- | ----------------------------------------- | ---------------------------------------------------------------------------------- |
|                  | Pavlova (Sossina, Gontcharenko) — 3 min 40 s - Sossina (Gontcharenko) — 8 min 49 s Bourina (Pirogova, Sossina) — 24 min 49 s (SN) Sossina — 59 min 47 s (CV) | 1-0 1-1 2-1 3-1 4-1 | - Olofsson (Carlsson) — 5 min 56 s (SN) - | Arbitrage : Anna Eskola Jerilyn Glenn Juges de lignes : Ilona Novotná Nataša Pagon |
| Nadejda Morozova | Gardiens | Sara Grahn          |                                           | Arbitrage : Anna Eskola Jerilyn Glenn Juges de lignes : Ilona Novotná Nataša Pagon |
| 12 min           | Pénalités | 10 min              |                                           | Arbitrage : Anna Eskola Jerilyn Glenn Juges de lignes : Ilona Novotná Nataša Pagon |
| 26               | Tirs | 27                  |                                           | Arbitrage : Anna Eskola Jerilyn Glenn Juges de lignes : Ilona Novotná Nataša Pagon |

| 1er avril 2016 | Finlande | 5-0 (0-0, 3-0, 2-0) | République tchèque | Sandman Centre, Kamloops 1 256 spectateurs |

| Feuille de match | Feuille de match | Feuille de match    | Feuille de match | Feuille de match                                                                               |
| ---------------- | --- | ------------------- | ---------------- | ---------------------------------------------------------------------------------------------- |
|                  | Välilä (Karvinen) — 29 min 19 s (IN) Niskanen (Hovi, Jalosuo) — 36 min 1 s (SN) Hovi (Tuominen, Niskanen) — 39 min 37 s Karvinen (Hiirikoski, Nieminen) — 42 min 7 s (SN) Karvinen (Hiirikoski, Välilä) — 54 min 27 s (SN) | 1-0 2-0 3-0 4-0 5-0 | -                | Arbitrage : Drahomira Fialova Jamie Huntley Juges de lignes : Bettina Angerer Charlotte Girard |
| Meeri Räisänen   | Gardiens | Klára Peslarová     |                  | Arbitrage : Drahomira Fialova Jamie Huntley Juges de lignes : Bettina Angerer Charlotte Girard |
| 8 min            | Pénalités | 12 min              |                  | Arbitrage : Drahomira Fialova Jamie Huntley Juges de lignes : Bettina Angerer Charlotte Girard |
| 44               | Tirs | 8                   |                  | Arbitrage : Drahomira Fialova Jamie Huntley Juges de lignes : Bettina Angerer Charlotte Girard |

#### Match pour la cinquième place
| 3 avril 2016 | République tchèque | 2-4 (0-2, 0-0, 4-0) | Suède | McArthur Island Centre, Kamloops 612 spectateurs |

| Feuille de match | Feuille de match                                                                          | Feuille de match        | Feuille de match | Feuille de match                                                                                  |
| ---------------- | ----------------------------------------------------------------------------------------- | ----------------------- | --- | ------------------------------------------------------------------------------------------------- |
|                  | Polenska (Křížová, Hymlarova) — 7 min 43 s Polenska (Zikova, Křížová) — 9 min 40 s (SN) - | 1-0 2-0 2-1 2-2 2-3 2-4 | - Udén Johansson (Lindh, Borgqvist) — 50 min 19 s Borgqvist (Lindh, Eliasson) — 51 min 58 s Johansson (Olsson) — 52 min 24 s Küller (Winberg) — 59 min 8 s (IN + CV) | Arbitrage : Jerilyn Glenn Miyuki Nakayama Juges de lignes : Michaela Frattarelli Charlotte Girard |
| Sara Grahn       | Gardiens                                                                                  | Klára Peslarová         | | Arbitrage : Jerilyn Glenn Miyuki Nakayama Juges de lignes : Michaela Frattarelli Charlotte Girard |
| 10 min           | Pénalités                                                                                 | 10 min                  | | Arbitrage : Jerilyn Glenn Miyuki Nakayama Juges de lignes : Michaela Frattarelli Charlotte Girard |
| 22               | Tirs                                                                                      | 20                      | | Arbitrage : Jerilyn Glenn Miyuki Nakayama Juges de lignes : Michaela Frattarelli Charlotte Girard |

#### Demi-finales
| 3 avril 2016 | États-Unis | 9-0 (5-0, 3-0, 1-0) | Russie | Sandman Centre, Kamloops 2 297 spectateurs |

| Feuille de match | Feuille de match | Feuille de match                                           | Feuille de match | Feuille de match                                                                              |
| ---------------- | --- | ---------------------------------------------------------- | ---------------- | --------------------------------------------------------------------------------------------- |
|                  | Stack (M. Lamoureux, Bellamy) — 6 min 59 s J. Lamoureux (Darkangelo, Bozek) — 7 min 36 s Bozek (Pankowski) — 10 min 31 s Knight (Bellamy, M. Lamoureux) — 11 min 20 s Duggan (J. Lamoureux, Bozek) — 19 min 44 s J. Lamoureux (Knight, M. Lamoureux) — 25 min 1 s Decker (Knight) — 37 min 36 s (SN) Stack (Skarupa, Carpenter) — 39 min 35 s (SN) Knight (Decker, Stecklein) — 41 min 23 s | 1-0 2-0 3-0 4-0 5-0 6-0 7-0 8-0 9-0                        | -                | Arbitrage : Anna Eskola Nicole Hertrich Juges de lignes : Vanessa Stratton Johanna Tauriainen |
| Alex Rigsby      | Gardiens | Anna Prougova (14 min 12 s) Nadejda Morozova (45 min 48 s) |                  | Arbitrage : Anna Eskola Nicole Hertrich Juges de lignes : Vanessa Stratton Johanna Tauriainen |
| 4 min            | Pénalités | 8 min                                                      |                  | Arbitrage : Anna Eskola Nicole Hertrich Juges de lignes : Vanessa Stratton Johanna Tauriainen |
| 40               | Tirs | 17                                                         |                  | Arbitrage : Anna Eskola Nicole Hertrich Juges de lignes : Vanessa Stratton Johanna Tauriainen |

| 3 avril 2016 | Canada | 5-3 (1-1, 1-0, 3-2) | Finlande | Sandman Centre, Kamloops 4 007 spectateurs |

| Feuille de match | Feuille de match | Feuille de match                | Feuille de match                                                                                      | Feuille de match                                                                              |
| ---------------- | --- | ------------------------------- | --- | --------------------------------------------------------------------------------------------- |
|                  | - Spooner (Lacquette, Poulin) — 12 min 40 s (SN) Agosta (Spooner, Lacquette) — 37 min 29 s Spooner (Poulin) — 45 min 38 s (IN) - Turnbull (Fortino) — 56 min 56 s (IN + CV) Spponer (Poulin) — 57 min 43 s (IN + CV) - | 0-1 1-1 2-1 3-1 3-2 4-2 5-2 5-3 | Valkama — 7 min - Karvinen (Välilä, Nieminen) — 55 min 42 s (2 SN) - Saari (Savolainen) — 59 min 27 s | Arbitrage : Gabriella Gran Jamie Huntley Juges de lignes : Bettina Angerer Veronica Johansson |
| Charline Labonté | Gardiens | Meeri Räisänen                  | | Arbitrage : Gabriella Gran Jamie Huntley Juges de lignes : Bettina Angerer Veronica Johansson |
| 10 min           | Pénalités | 6 min                           | | Arbitrage : Gabriella Gran Jamie Huntley Juges de lignes : Bettina Angerer Veronica Johansson |
| 39               | Tirs | 19                              | | Arbitrage : Gabriella Gran Jamie Huntley Juges de lignes : Bettina Angerer Veronica Johansson |

#### Match pour la troisième place
| 4 avril 2016 | Finlande | 0-1 (TB) (0-0, 0-0, 0-0, 0-0, 0-1) | Russie | Sandman Centre, Kamloops 2 351 spectateurs |

| Feuille de match | Feuille de match | Feuille de match | Feuille de match      | Feuille de match                                                                                       |
| ---------------- | ---------------- | ---------------- | --------------------- | --- |
|                  | -                | 0-1              | Sossina — 70 min (TB) | Arbitrage : Gabrielle Ariano-Lortie Mélanie Bordeleau Juges de lignes : Ilona Novotna Vanessa Stratton |
| Meeri Räisänen   | Gardiens         | Nadezda Morozova |                       | Arbitrage : Gabrielle Ariano-Lortie Mélanie Bordeleau Juges de lignes : Ilona Novotna Vanessa Stratton |
| 10 min           | Pénalités        | 4 min            |                       | Arbitrage : Gabrielle Ariano-Lortie Mélanie Bordeleau Juges de lignes : Ilona Novotna Vanessa Stratton |
| 32               | Tirs             | 23               |                       | Arbitrage : Gabrielle Ariano-Lortie Mélanie Bordeleau Juges de lignes : Ilona Novotna Vanessa Stratton |

#### Finale
| 4 avril 2016 | États-Unis | 1-0 (pr) (0-0, 0-0, 0-0, 1-0) | Canada | Sandman Centre, Kamloops 5 850 spectateurs |

| Feuille de match | Feuille de match                              | Feuille de match    | Feuille de match | Feuille de match                                                                                |
| ---------------- | --------------------------------------------- | ------------------- | ---------------- | ----------------------------------------------------------------------------------------------- |
|                  | Carpenter (J. Lamoureux, Bozek) — 72 min 30 s | 1-0                 | -                | Arbitrage : Anna Eskola Nicole Hertrich Juges de lignes : Veronica Johansson Johanna Tauriainen |
| Alex Rigsby      | Gardiens                                      | Emerance Maschmeyer |                  | Arbitrage : Anna Eskola Nicole Hertrich Juges de lignes : Veronica Johansson Johanna Tauriainen |
| 12 min           | Pénalités                                     | 6 min               |                  | Arbitrage : Anna Eskola Nicole Hertrich Juges de lignes : Veronica Johansson Johanna Tauriainen |
| 34               | Tirs                                          | 32                  |                  | Arbitrage : Anna Eskola Nicole Hertrich Juges de lignes : Veronica Johansson Johanna Tauriainen |

### Classement final
| Place              | Équipe     |
| ------------------ | ---------- |
| Médaille d'or      | États-Unis |
| Médaille d'argent  | Canada     |
| Médaille de bronze | Russie     |
| 4                  | Finlande   |
| 5                  | Suède      |
| 6                  | Tchéquie   |
| 7                  | Suisse     |
| 8                  | Japon      |

- Relégué en Division IA en 2017

### Médaillées
| Championnes du monde États-Unis | Shelby Amsley-Benzie, Stephanie Anderson, Sydney Baldwin, Kacey Bellamy, Megan Bozek, Alex Carpenter, Kendall Coyne, Shiann Darkangelo, Brianna Decker, Meghan Duggan, Nicole Hensley, Zoe Hickel, Megan Keller, Hilary Knight, Monique Lamoureux, Jocelyne Lamoureux, Gigi Marvin, Anne Pankowski, Amanda Pelkey, Emily Pfalzer, Michelle Picard, Alex Rigsby, Anne Schleper, Haley Skarupa, Kelli Stack, Lee Stecklein, Allie Thunstrom, Dana Trivigno et Jessie Vetter Entraîneur : Ken Klee Entraîneurs assistants : Brett Strot et Christopher Tamer |

| Argent Canada | Meghan Agosta, Erin Ambrose, Courtney Birchard, Bailey Bram, Jessica Campbell, Emily Clark, Mélodie Daoust, Sarah Davis, Ann-Renée Desbiens, Sarah Edney, Renata Fast, Laura Fortino, Erica Howe, Brianne Jenner, Rebecca Johnston, Halli Krzyzaniak, Charline Labonté, Geneviève Lacasse, Brigette Lacquette, Jocelyne Larocque, Emerance Maschmeyer, Meaghan Mikkelson, Caroline Ouellette, Sarah Potomak, Marie-Philip Poulin, Jamie Lee Rattray, Lauriane Rougeau, Jillian Saulnier, Natalie Spooner, Shannon Szabados, Kelly Terry, Blayre Turnbull, Jennifer Wakefield, Tara Watchorn et Hayley Wickenheiser Entraîneur : Laura Schuler Entraîneurs assistants : Doug Derraugh, Howie Draper, Dwayne Gylywoychuk et Bradley Kirkwood |

| Bronze Russie | Maria Batalova, Lioudmila Beliakova, Tatiana Bourina, Ielena Dergatchiova, Ia Gavrilova, Angelina Gontcharenko, Fanouza Kadirova, Aleksandra Kapoustina, Elina Mitrofanova, Nadejda Morozova, Iekaterina Nikolaïeva, Valeria Pavlova, Nina Pirogova, Anna Prougova, Anna Chibanova, Anna Chokhina, Alevtina Chtarïova, Anna Chtchoukina, Yelena Silina, Galina Skiba, Iekaterina Smolentseva, Iekaterina Smolina, Maria Sorokina, Olga Sossina, Valeria Tarakanova et Aleksandra Vafina Entraîneur : Mikhaïl Tchekanov Entraîneurs assistants : Ievgueni Ierfilov, Vladislav Prodan et Ievgueni Cherbakov |

### Récompenses individuelles
| Équipe-type des médias.                                                  |
| Hüni Johnston Knight Hiirikoski M.Lamoureux Räisänen MVP : Hilary Knight |
| Hüni Johnston Knight Hiirikoski M.Lamoureux Räisänen MVP : Hilary Knight |

Équipe type IIHF :
- Meilleure gardienne : Emerance Maschmeyer (CAN)
- Meilleure défenseuse : Jenni Hiirikoski (FIN)
- Meilleure attaquante : Hilary Knight (USA)

### Statistiques individuelles
Pour les significations des abréviations, voir statistiques du hockey sur glace.
| Clt | Joueuse             | Équipe     | PJ | B | A | Pts | Pun | +/- |
| --- | ------------------- | ---------- | -- | - | - | --- | --- | --- |
| 1   | Hilary Knight       | États-Unis | 5  | 7 | 2 | 9   | 0   | +8  |
| 2   | Christine Hüni      | Suisse     | 5  | 4 | 5 | 9   | 0   | +5  |
| 3   | Jocelyne Lamoureux  | États-Unis | 5  | 3 | 5 | 8   | 2   | +8  |
| 3   | Lara Stalder        | Suisse     | 5  | 3 | 5 | 8   | 12  | +5  |
| 5   | Rebecca Johnston    | Canada     | 5  | 2 | 5 | 7   | 0   | +3  |
| 6   | Monique Lamoureux   | États-Unis | 5  | 2 | 5 | 7   | 4   | +7  |
| 7   | Natalie Spooner     | Canada     | 5  | 3 | 3 | 6   | 2   | +3  |
| 7   | Jennifer Wakefield  | Canada     | 5  | 3 | 3 | 6   | 4   | +3  |
| 9   | Brianna Decker      | États-Unis | 5  | 2 | 4 | 6   | 2   | +5  |
| 9   | Marie-Philip Poulin | Canada     | 5  | 2 | 4 | 6   | 6   | +4  |

| Clt | Joueuse             | Équipe     | PJ | Min          | BC | Moy  | %Arr  | Bl |
| --- | ------------------- | ---------- | -- | ------------ | -- | ---- | ----- | -- |
| 1   | Alex Rigsby         | États-Unis | 3  | 192 min 30 s | 1  | 0,31 | 98,61 | 2  |
| 2   | Emerance Maschmeyer | Canada     | 3  | 191 min 23 s | 4  | 1,25 | 95,56 | 0  |
| 3   | Florence Schelling  | Suisse     | 5  | 303 min 49 s | 8  | 1,58 | 93,16 | 1  |
| 4   | Sara Grahn          | Suède      | 5  | 301 min 52 s | 8  | 1,59 | 92,08 | 1  |
| 5   | Meeri Räisänen      | Finlande   | 6  | 346 min 7 s  | 14 | 2,43 | 92,05 | 1  |
| 6   | Nana Fujimoto       | Japon      | 4  | 241 min 33 s | 12 | 2,98 | 90,55 | 0  |
| 7   | Klára Peslarová     | Tchéquie   | 5  | 304 min 38 s | 14 | 2,76 | 90,48 | 0  |
| 8   | Nadejda Morozova    | Russie     | 5  | 289 min 19 s | 17 | 3,53 | 88,51 | 1  |

Nota : seules sont classées les gardiennes ayant joué au minimum 40 % du temps de jeu de leur équipe.
Pour les significations des abréviations, voir statistiques du hockey sur glace.

## Autres Divisions

### Division IA
La compétition se déroule du 25 au 31 mars 2016 à Aalborg au Danemark.
| Clt   | Équipe        | PJ | V | VP | D | DP | BP | BC | Diff | Pts |
| ----- | ------------- | -- | - | -- | - | -- | -- | -- | ---- | --- |
| +001, | Allemagne (R) | 5  | 4 | 0  | 1 | 0  | 16 | 7  | +9   | 12  |
| +002, | France        | 5  | 4 | 0  | 1 | 0  | 15 | 9  | +6   | 12  |
| +003, | Autriche      | 5  | 3 | 1  | 1 | 0  | 16 | 10 | +6   | 11  |
| +004, | Danemark      | 5  | 2 | 0  | 3 | 0  | 13 | 14 | -1   | 6   |
| +005, | Norvège       | 5  | 0 | 1  | 3 | 1  | 10 | 17 | -7   | 3   |
| +006, | Slovaquie (P) | 5  | 0 | 0  | 4 | 1  | 7  | 20 | -13  | 1   |

- Promu en Division Élite en 2017
- Relégué en Division I B en 2017

Pour les significations des abréviations, voir statistiques du hockey sur glace.

### Division IB
La compétition se déroule du 4 au 10 avril 2016 à Asiago en Italie.
| Clt   | Équipe         | PJ | V | VP | D | DP | BP | BC | Diff | Pts |
| ----- | -------------- | -- | - | -- | - | -- | -- | -- | ---- | --- |
| +001, | Hongrie        | 5  | 4 | 0  | 1 | 0  | 15 | 10 | +5   | 12  |
| +002, | Lettonie (R)   | 5  | 3 | 0  | 2 | 0  | 16 | 15 | +1   | 9   |
| +003, | Kazakhstan (P) | 5  | 2 | 0  | 2 | 1  | 13 | 14 | -1   | 7   |
| +004, | Italie         | 5  | 1 | 1  | 2 | 1  | 11 | 13 | -2   | 6   |
| +005, | Chine          | 5  | 2 | 0  | 3 | 0  | 10 | 10 | 0    | 6   |
| +006, | Pays-Bas       | 5  | 1 | 1  | 3 | 0  | 11 | 14 | -3   | 5   |

- Promu en Division I A en 2017
- Relégué en Division II A en 2017

Pour les significations des abréviations, voir statistiques du hockey sur glace.

### Division IIA
La compétition se déroule du 1er au 7 avril 2016 à Bled en Slovénie.
| Clt   | Équipe            | PJ | V | VP | D | DP | BP | BC | Diff | Pts |
| ----- | ----------------- | -- | - | -- | - | -- | -- | -- | ---- | --- |
| +001, | Pologne           | 5  | 4 | 0  | 1 | 0  | 37 | 9  | +28  | 12  |
| +002, | Corée du Sud      | 5  | 4 | 0  | 1 | 0  | 15 | 3  | +12  | 12  |
| +003, | Grande-Bretagne   | 5  | 4 | 0  | 1 | 0  | 34 | 3  | +31  | 12  |
| +004, | Corée du Nord (R) | 5  | 2 | 0  | 3 | 0  | 21 | 23 | -2   | 6   |
| +005, | Slovénie (P)      | 5  | 1 | 0  | 4 | 0  | 9  | 27 | -18  | 3   |
| +006, | Croatie           | 5  | 0 | 0  | 5 | 0  | 4  | 55 | -51  | 0   |

- Promu en Division IB en 2017
- Relégué en Division IIB en 2017

Pour les significations des abréviations, voir statistiques du hockey sur glace.

### Division IIB
La compétition se déroule du 29 février au 6 mars 2016 à Jaca en Espagne.
| Clt   | Équipe               | PJ | V | VP | D | DP | BP | BC | Diff | Pts |
| ----- | -------------------- | -- | - | -- | - | -- | -- | -- | ---- | --- |
| +001, | Australie            | 5  | 4 | 0  | 0 | 1  | 32 | 6  | +26  | 13  |
| +002, | Espagne              | 5  | 4 | 0  | 1 | 0  | 26 | 8  | +18  | 12  |
| +003, | Islande              | 5  | 3 | 0  | 2 | 0  | 21 | 10 | +11  | 9   |
| +004, | Mexique              | 5  | 2 | 1  | 2 | 0  | 13 | 9  | +4   | 8   |
| +005, | Nouvelle-Zélande (R) | 5  | 1 | 0  | 4 | 0  | 13 | 40 | -27  | 3   |
| +006, | Turquie (P)          | 5  | 0 | 0  | 5 | 0  | 8  | 40 | -32  | 0   |

- Promu en Division IIA en 2017
- Relégué en Qualification pour la Division IIB en 2017

Pour les significations des abréviations, voir statistiques du hockey sur glace.

### Qualification pour la Division IIB
La compétition se déroule du 7 au 10 décembre 2015 à Sofia en Bulgarie.
| Clt   | Équipe         | PJ | V | VP | D | DP | BP | BC | Diff | Pts |
| ----- | -------------- | -- | - | -- | - | -- | -- | -- | ---- | --- |
| +001, | Roumanie       | 3  | 2 | 0  | 0 | 1  | 15 | 9  | +6   | 7   |
| +002, | Hong Kong      | 3  | 2 | 0  | 1 | 0  | 15 | 9  | +6   | 6   |
| +003, | Afrique du Sud | 3  | 1 | 1  | 1 | 0  | 12 | 8  | +4   | 5   |
| +004, | Bulgarie       | 3  | 0 | 0  | 3 | 0  | 8  | 24 | -16  | 0   |

- Promu en Division IIB en 2017

Pour les significations des abréviations, voir statistiques du hockey sur glace.